# Collozoum
Collozoum is een geslacht in de taxonomische indeling van de Amoebozoa. Deze micro-organismen hebben geen vaste vorm en hebben schijnvoetjes. Met deze schijnvoetjes kunnen ze voortbewegen en zich voeden. Collozoum werd in 1905 ontdekt door Haeckel, Brandt & Hacker.